# Contea di Lyon (Nevada)
La contea di Lyon, in inglese Lyon County, è una contea dello Stato del Nevada, negli Stati Uniti. La popolazione al censimento del 2000 era di 48 865 abitanti. Il capoluogo di contea è Yerington.

## Geografia fisica
La contea si trova nella parte occidentale del Nevada. L'U.S. Census Bureau certifica che l'estensione della contea è di 5221 km², di cui 5161 km² composti da terra e i rimanenti 60 km² composti di acqua.
Il territorio è formato da montagne, colline e valli aride e parte della foresta Toiyabe a sud.

### Contee confinanti
- Contea di Washoe - nord
- Contea di Storey - nord-ovest
- Contea di Churchill - est
- Contea di Douglas - ovest
- Carson City - ovest
- Contea di Mineral - sud-est
- Contea di Mono (California) - sud-ovest

## Storia
La contea è una delle contee originarie del Nevada. Fu creata nel 1861. Deve il suo nome a Nathaniel Lyon. Inizialmente il capoluogo era Dayton, poi nel 1911 fu spostato a Yerington.

## Comuni
- Dayton - census-designated place
- Fernley - city
- Silver City census-designated place
- Silver Springs census-designated place
- Smith Valley census-designated place
- Yerington (capoluogo) - city
- Stagecoach census-designated place